# Mukkall, Kalghatgi
Mukkall là một làng thuộc tehsil Kalghatgi, huyện Dharwad, bang Karnataka, Ấn Độ.